# Scooby Doo 2 - Uhyrerne er løs
Scooby-Doo - Monstre på frifot er en amerikansk eventyrkomedie fra 2004. Filmen er instrueret af Raja Gosnell, og har Freddie Prinze Jr., Sarah Michelle Gellar, Matthew Lillard og Linda Cardellini i hovedrollerne, samt Neil Fanning som stemmen til Scooby-Doo.

## Om filmen
Filmen er baseret på TV-serien om Scooby-Doo, skabt af William Hanna og Joseph Barbera, og er en efterfølger til filmen Scooby-Doo fra 2002.

## Medvirkende
- Freddie Prinze Jr. som Fred Jones
- Sarah Michelle Gellar som Daphne Blake
- Matthew Lillard som Norville 'Shaggy' Rogers (Stubbe)
- Linda Cardellini som Velma Dinkley
- Neil Fanning som Scooby-Doo (stemme)
- Seth Green som Patrick Wisely
- Alicia Silverstone som Heather Jasper-Howe
- Zahf Paroo som Ned
- Tim Blake Nelson som Jacobo
- Peter Boyle som Jeremiah Wickles

### Dansk stemmer
- Lars Thiesgaard som stemmen til Scooby Doo
- Johan Vinde som stemmen til Fred/Jan
- Vibeke Dueholm som stemmen til Daphne/Susan
- Timm Mehrens som stemmen til Shaggy/Stubbe
- Ann Hjort som stemmen til Velma/Vera
- Henrik Koefoed som stemmen til Patrick
- Niels Weyde som stemmen til Jeremiah Wickles
- Peter Røschke som stemmen til Dr. Jacobo
- Annette Heick som stemmen til Heather Jasper-Howe